# Last Song (Girls Dead Monsterの曲)
「Last Song」（ラスト・ソング）は、テレビアニメ『Angel Beats!』の作中に登場するバンド、Girls Dead Monsterの4作目のシングル。2010年12月8日に発売された。発売・販売元はビジュアルアーツ。制作元はKey Sounds Label。
2010年で活動を終了するGirls Dead Monsterのラストシングルのひとつとなる。
ヴォーカリストはmarina（役名は岩沢、歌以外を演じるのは沢城みゆき）。

## 概要
「一番の宝物 〜Yui final ver.〜」と同日リリース。完全生産限定盤として「こもわた遙華・浅見百合子による描き下ろしコミック」が付属。2010年12月20日付オリコン週間チャートで2位を獲得。同時発売の「一番の宝物 〜Yui final ver.〜」は3位を獲得した。

## 収録曲
1. Last Song [5:36] 
作詞・作曲：麻枝准、編曲：光収容
2. Hot Meal （Another"Thousand Enemies"） [4:57]
作詞・作曲：麻枝准、編曲：光収容
「Thousand Enemies」を、ユイではなく岩沢が作詞をしたら、という設定となっている。キーは「Thousand Enemies」より半音低い。
3. God Bless You [10:32]
作詞・作曲：麻枝准、編曲：光収容
ガルデモの楽曲では最長の10分超え。コーラスを大阪スクールオブミュージック専門学校の学生が担当している。